# DentalMonitoring
 (janvier 2024).
Il peut être nécessaire de l'améliorer pour respecter le principe de neutralité de point de vue. Veuillez consulter la page de discussion pour plus de détails.

DentalMonitoring est une entreprise française qui permet aux dentistes et orthodontistes de suivre et de contrôler la santé bucco-dentaire de patients à distance par usage de l'intelligence artificielle. La start-up propose des consultations virtuelles ainsi que le suivi des traitements à distance. DentalMonitoring est active en Europe, aux États-Unis, en Australie et en Asie et compte plus de 400 employés dans 18 pays.

## Histoire
DentalMonitoring est cofondé par Philippe Salah en 2014. L’entreprise commercialise son offre de soin connectée en 2017.
En mars 2018, DentalMonitoring lève 9,5 millions de dollars.
En 2019, l'entreprise lève 45 millions d’euros auprès des investisseurs Vitruvian Partners, Naxicap Partners et Straumann. La start-up a pour objectif d'accélérer son développement aux États-Unis et en Asie. Dental Monitoring est alors la seule start-up au monde à appliquer les bénéfices de l’intelligence artificielle au traitement dentaire.
En 2020, DentalMonitoring acquiert la start-up française Loumacare (le produit se nomme Loum) spécialisée dans l'observance thérapeutique.

### Licorne française
En 2021, DentalMonitoring lève 150 millions de dollars auprès des fonds Mérieux Equity Partners et Vitruvian Partners, ce qui lui permet d'entrer dans la liste des licornes françaises avec une valorisation à 1,2 milliard de dollars,,.

## Mission
DentalMonitoring permet d'analyser, de détecter et de signaler plus de 130 observations orales à partir d'images prises avec un smartphone. Avec cette solution, le médecin peut suivre à distance ce qui se passe dans la bouche du patient. L'entreprise propose également des solutions de consultation virtuelle ainsi que le suivi des traitements à distance.